# Герше Наталія Анатоліївна
Наталія Анатоліївна Герше (також Наталі Герше; біл. Наталля Хершэ; рос. Наталья Херше; 20 жовтня 1969 року, Орша, Білоруська РСР, Радянський Союз) — політв'язень білоруського походження. Має білоруське та швейцарське громадянство. Під час білоруських протестів у 2020—2021 роках зірвала балаклаву з поліцейського, а згодом була засуджена до двох з половиною років позбавлення волі, відбувши частину покарання у в'язниці для чоловіків. Вона відмовилася просити про помилування, але була звільнена в лютому 2022 року після того, як Швейцарія відкликала з Білорусі посла, збільшивши дипломатичну ізоляцію країни.

## Походження та особисте життя

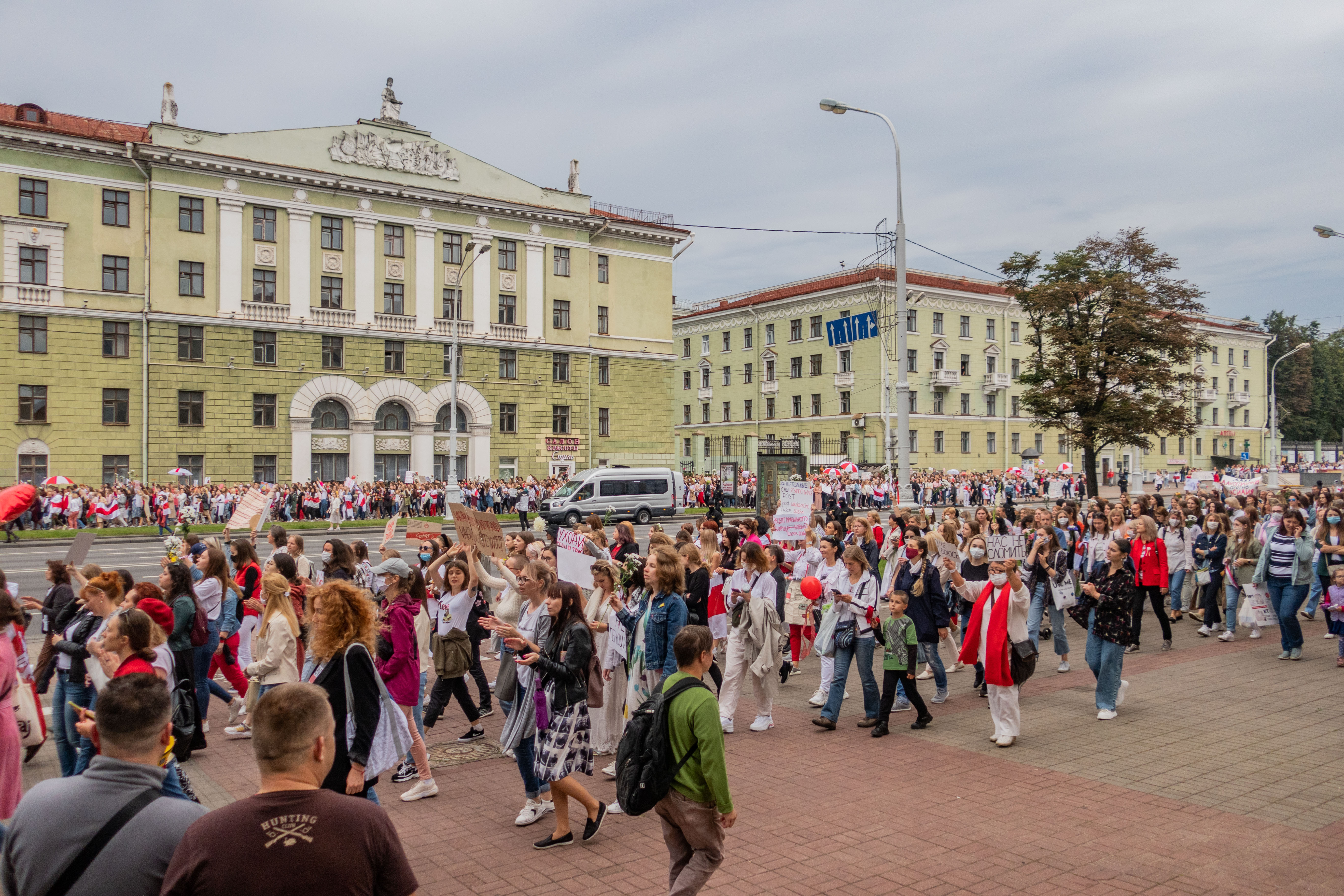
Жіночий марш 29 серпня 2020 року в Мінську, Білорусь.

Наталія Герше народилася 1969 року в Орші на північному сході Білорусі. Здобула економічну освіту в Білоруському державному економічному університеті, працювала в Орші. У 2009 році одружилася з громадянином Швейцарії та переїхала до Санкт-Галлена. Працювала на місцевій пивоварні, а потім на підприємстві з виробництва посуду у відділі контролю якості. Після смерті чоловіка вийшла заміж за іншого швейцарця. У Наталії Герше від першого шлюбу двоє дітей.

## Арешт
Наталія Герше щороку відвідувала рідну Білорусь. 11 вересня 2020 року вона навідалася до Мінська. А вже 21 вересня мала намір повернутися до Швейцарії і вже придбала квиток у зворотний бік. 19 вересня вона зустрілася з подругою і вирішила відвідати мирне зібрання «Марш всіх жінок». Під час цього маршу ОМОНівці застосували силу для розгону жінок і декого з них затримали. Співробітник ОМОНу Сергій Кончик намагався посадити Герше до міліцейського автобусу, але вона замість цього схопила його за балаклаву. Її заарештували за «участь у несанкціонованому масовому заході». Також було порушено кримінальну справу за статтею 363 Кримінального кодексу Білорусі — «опір працівнику міліції». Деякий час Герше перебувала в одній камері з професійною баскетболісткою Оленою Левченко, яка повідомила про переповненість камер, через що кілька жінок змушені були спати на підлозі. Також Левченко розповідала журналістам про відсутність води та необхідних засобів гігієни.
Омонівець Кончик стверджував, що зазнав фізичних та душевних страждання і оцінив їх у 500 BYN (згодом — у 1000 BYN). Наталія Герше підтвердила, що вона намагалася зняти його балаклаву, але заявила, що не торкалася до його обличчя. Через арешт вона не змогла повернутися до Швейцарії. 3 грудня 2020 року розпочався розгляд кримінальної справи у Радянському районному суді Мінська, а 7 грудня суддя Сергій Шаціла засудив Наталію до 2,5 років позбавлення волі. На думку білоруських правозахисних організацій, дії Наталії Герше не можна розглядати як опір, оскільки жінка намагався лише зняти балаклаву у правоохоронця. Тому, зазначили вони, її дії навряд чи можна кваліфікувати як опір, а вирок є непропорційно суворим. Вони також процитували параграф 131 Керівних принципів ОБСЄ щодо свободи мирних зібрань і зазначили, що влада повинна захищати зібрання через його повністю мирний характер.
Ув'язнення Наталія Герше привело да загострення білорусько-швейцарських відносин. Великі швейцарські ЗМІ час від часу публікують статті про неї. Швейцарські парламентарі та правозахисна організація Libereco розпочали кампанію з її звільнення.
Спочатку Наталію Герше помістили у виправну колонію для жінок у Гомелі. Засуджені у колонії шиють одяг для міліції та армії, а Герше відмовилася від цієї роботи. У березні 2021 року вона оголосила голодування. У вересні 2021 року її перевели до в'язниці в Могильові, яка є найсуворішою в Білорусі. Зазначалося, що в Білорусі немає жіночих в'язниць, а переведення жінок до в'язниць відбувається зрідка.
Влада намагалася тричі змусити Наталію Герше попросити про помилування в Олександра Лукашенка, але кожного разу відмовлялася, стверджуючи, що вона невинна.
18 лютого 2022 року її раптово звільнили достроково. Вона втратила 6 кг ваги і третину волосся. Своє звільнення вона пов'язувала з приїздом до Мінська посла Швейцарії.
У жовтня 2022 року їй вручено премію «Мужність» швейцарського журналу Beobachter.